# Ильбухтино
Ильбухтино — село в Тукаевском районе Татарстана. Входит в состав Малошильнинского сельского поселения.

## География
Находится в северо-восточной части Татарстана на расстоянии приблизительно 6 км на восток от северо-восточной границы районного центра города Набережные Челны у речки Шильна.

## История
Известно с 1656 года. Упоминалось также и как Макарьево. В 1820 году была построена Макарьевская церковь. В начале XX века центр волости, функционировали церковь во имя Макария Унженского (построена в 1820), земская школа, 2 водяные мельницы; базар по субботам, ярмарки (25 июля, 22 сентября, 25 декабря).

## Население
Постоянных жителей было: в 1870—1271, в 1897—1451, в 1913—1630, в 1920—1458, в 1926—1162, в 1938—948, в 1949—677, в 1958—436, в 1970—445, в 1979—293, в 1989—220, 262 в 2002 году (русские 83 %), 346 в 2010.

## Инфраструктура
В селе имеется начальная школа, клуб, библиотека.

## Культура
В 2000 году был зарегистрирован приход, а с 2002 года началось восстановление храма. 